# Klein Hemmeerpolder
De Klein Hemmeerpolder is een polder en een voormalig waterschap bij Warmond in de Nederlandse provincie Zuid-Holland, momenteel in de gemeente Teylingen. De polder ontstond bij het graven van de Zandsloot in 1647.

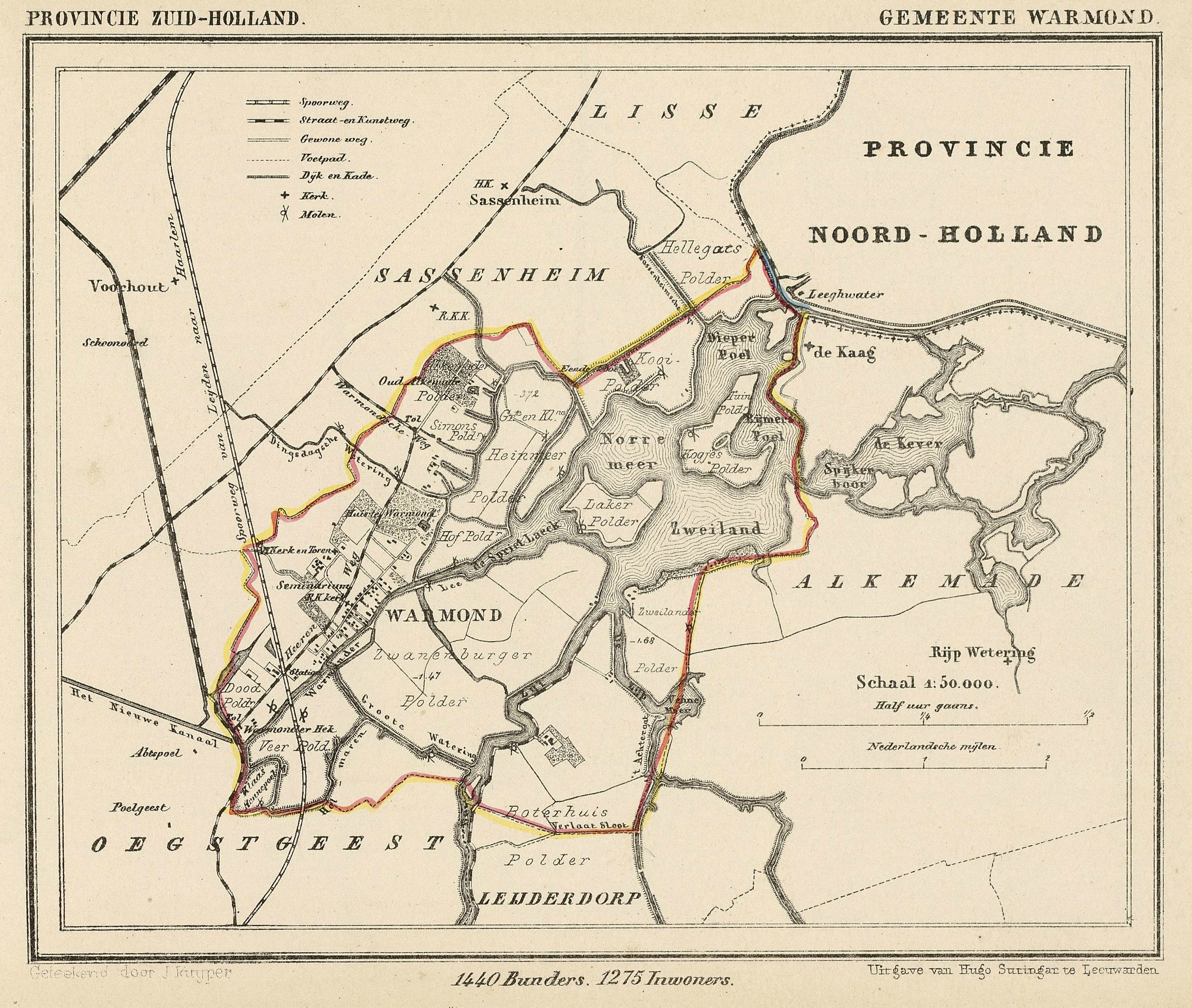
De Groot- en Klein Hemmeerpolder worden op deze kaart van de voormalige gemeente Warmond uit ca. 1865 abusievelijk aangeduid als de Groot- en Klein Heinmeerpolder.